# Timothy James Clark
Timothy James Clark dit T. J. Clark, né le 12 avril 1943, est un historien de l'art et un écrivain britannique. Il a enseigné l'histoire de l'art dans plusieurs universités en Angleterre et aux États-Unis, notamment à Harvard et à l'université de Californie à Berkeley.
Clark a joué un rôle important dans le développement de l'histoire de l'art, en examinant les peintures modernes comme articulation des conditions sociales et politiques de la vie moderne. Son orientation est nettement de gauche et il s'est souvent qualifié de marxiste,.

## Vie et travail
Clark a fréquenté la Bristol Grammar School et a fait ses études de premier cycle au St John's College, à Cambridge, où il obtient un diplôme avec mention très bien en 1964. En 1966-1967, il est Paris pour les besoins de son doctorat d'histoire de l'art qu'il obtient en 1973 à l'Institut Courtauld de l'université de Londres. Il a enseigné à l'université de l'Essex de 1967 à 1969, puis au Camberwell College of Arts en tant que maître de conférences, de 1970 à 1974.
Lors de son passage à Paris, il découvre l'Internationale situationniste avec laquelle il prend contact et se voit confier avec Donald Nicholson-Smith la traduction du pamphlet strasbourgeois De la misère en milieu étudiant (Ten Days that Shook the University) qui vient d'être diffusé et est invité à intégrer la section anglaise créée à l'automne 1966 dont il est exclu avec les autres membres de sa section en décembre 1967, puis fait partie du groupe King Mob (en).
En 1973, il publie deux livres basés sur sa thèse de doctorat : Le Bourgeois absolu : artistes et politique en France de 1848 à 1851 et L'Image du peuple : Gustave Courbet et la révolution de 1848. Il enseigne à l'université de Californie à Los Angeles de 1974 à 1976. En 1976, il devient membre fondateur du Caucus for Marxism and Art de la College Art Association.
Clark retourne en Grande-Bretagne en 1976 pour être nommé professeur et directeur du département des beaux-arts de l'université de Leeds. En 1980, il rejoint le département des beaux-arts de l'université Harvard, ce qui suscite la colère de certains membres de la faculté plus conservateurs et orientés vers la connaissance, en particulier l'historien de l'art de la Renaissance Sydney Freedberg, avec lequel il a une querelle publique.
En 1982, il publie un essai intitulé "Clement Greenberg's Theory of Art" (La théorie de l'art de Clement Greenberg), qui critique la théorie moderniste dominante et donne lieu à un échange notable et perspicace avec Michael Fried. Cet échange a contribué au débat entre les histoires formelles et sociales de l'art.
Les travaux de Clark ont donné une nouvelle orientation à l'histoire de l'art, en s'éloignant des préoccupations traditionnelles liées au style et à l'iconographie. Ses livres considèrent les peintures modernes comme des expressions des conditions sociopolitiques de la vie moderne.
En 1988, il rejoint la faculté de l'université de Californie à Berkeley, où il occupe la chaire George C. et Helen N. Pardee en tant que professeur d'art moderne jusqu'à sa retraite.
En 1991, Clark reçoit le prix de l'enseignement distingué de l'histoire de l'art décerné par la College Art Association. Parmi ses étudiants, on peut citer Thomas E. Crow, Michael Kimmelman, John O'Brian et Jonathan Weinberg.
En tant que membre de Retort, un collectif d'intellectuels radicaux basé dans la région de Bay Area, il co-écrit le livre Afflicted Powers : Capital and Spectacle in a New Age of War, publié par Verso Books en 2005.
En 2005, Clark reçoit le prix Mellon Foundation Distinguished Achievement Award et en 2006, un diplôme honorifique de l'Institut Courtauld. En 2007, il a été élu à la Société américaine de philosophie. Lui et sa femme Anne Wagner, qui a également enseigné l'histoire de l'art à Berkeley, ont pris leur retraite en 2010 et se sont installés à Londres. Il continue d'être actif en tant que conférencier, auteur et maintenant poète. Son livre Picasso and Truth : From Cubism to Guernica (Picasso et la vérité : du cubisme à Guernica) est basé sur les conférences Mellon des beaux-arts qu'il a données au printemps 2009. Son dernier ouvrage s'intitule If These Apples Should Fall : Cézanne and the Present (2022).